# Шлемоносные манакины
Шлемоносные манакины (лат. Antilophia) — род воробьиных птиц из семейства манакиновых. Распространены в Южной Америке.

## Описание
Длина крыла 7,0-7,8 см. Матово-чёрные птицы. Хохолок и верх головы малиновый.

## Классификаиция
В состав рода включают два вида.
- Antilophia bokermanni Coelho et Silva, 1998
- Antilophia galeata (Lichtenstein, 1823) — Шлемоносный манакин

## Распространение
Представители рода встречаются в полулистопадных лесах центральной Бразилии, северо-востока Парагвая и востока Боливии.

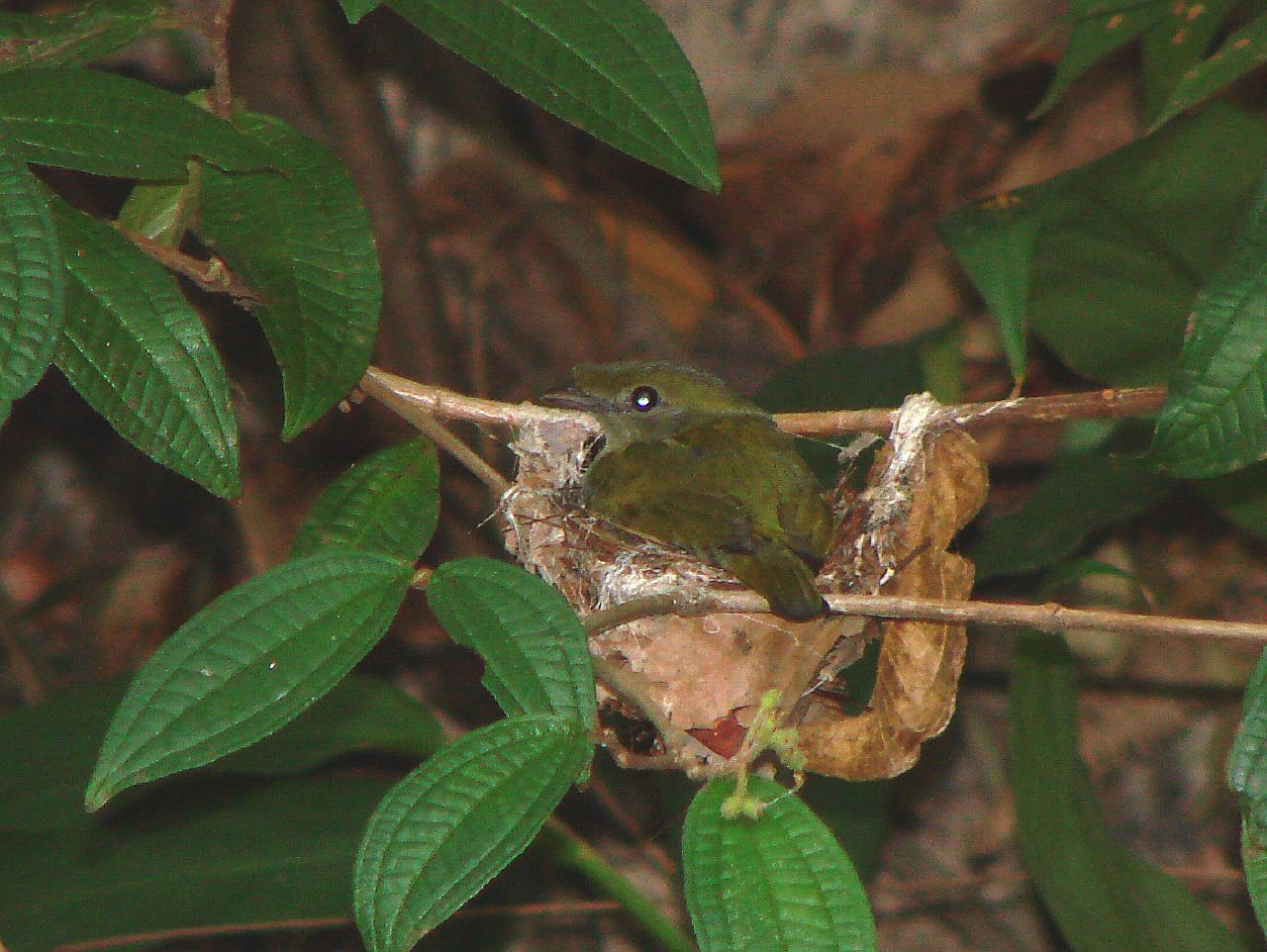
Antilophia bokermanni